# Dehéries
Dehéries é uma comuna francesa na região administrativa de Altos da França, no departamento do Norte. Estende-se por uma área de 1.87 km². Em 2010 a comuna tinha 40 habitantes (densidade: 21,4 hab./km²).